# Crooked Creek (Alaska)
Crooked Creek – jednostka osadnicza w Stanach Zjednoczonych, w stanie Alaska, w okręgu Bethel.